# Геленджик (село)
Геленджик (укр. Геленджик, до 2016 г. — Червоноказацкое) — село,
Антоновский сельский совет,
Вольнянский район,
Запорожская область,
Украина.
Код КОАТУУ — 2321580506. Население по переписи 2001 года составляло 86 человек.

## Географическое положение
Село Геленджик находится на правом берегу реки Любашевка, в 1,5 км от сёл Новофёдоровка и Владимировка.
По селу протекает пересыхающий ручей с запрудой.

## История
- Основано в начале XIX века как село Геленджик.
- В 1923 году переименовано в село Кирпотовка.
- В 1946 году переименовано в село Червоноказацкое.
- В 2016 году возвращено название Геленджик.

## Достопримечательности
На территории села находится историко-культурный комплекс «Этносело».